# Campionato americano femminile di pallacanestro 1999
Il 5º Campionato americano femminile di pallacanestro FIBA (noto anche come FIBA Americas Championship for Women 1999) si svolse dal 12 al 17 maggio 1999 a L'Avana, a Cuba.
I Campionati americani femminili di pallacanestro sono una manifestazione biennale tra le squadre nazionali organizzato dalla FIBA Americas. L'edizione 1999 garantiva alle prime tre classificate l'accesso diretto al Torneo olimpico 2000.

## Squadre partecipanti
- Argentina
- Brasile
- Canada
- Cuba
- Messico
- Porto Rico
- Rep. Dominicana
- Venezuela

## Prima fase

### Gruppo A
| Squadra         | G | V | P | PF  | PS  | DP   |
| --------------- | - | - | - | --- | --- | ---- |
| Cuba            | 3 | 3 | 0 | 283 | 148 | +135 |
| Messico         | 3 | 2 | 1 | 187 | 205 | -18  |
| Argentina       | 3 | 1 | 2 | 172 | 197 | -25  |
| Rep. Dominicana | 3 | 0 | 3 | 173 | 265 | -92  |

### Risultati
| L'Avana 12 maggio 1999                                  | Cuba  | 76 – 42          | Messico |  |
| \| \| \| \| \| Seino 15 \| Punti \| 9 Gómez, Salcedo \| |       |                  |         |  |
|                                                         |       |                  |         |  |
| Seino 15                                                | Punti | 9 Gómez, Salcedo |         |  |

| L'Avana 12 maggio 1999 | Argentina | 56 – 54 | Rep. Dominicana |  |

| L'Avana 13 maggio 1999                             | Cuba  | 126 – 51 | Rep. Dominicana |  |
| \| \| \| \| \| Víctores 18 \| Punti \| 21 Nivar \| |       |          |                 |  |
|                                                    |       |          |                 |  |
| Víctores 18                                        | Punti | 21 Nivar |                 |  |

| L'Avana 13 maggio 1999 | Messico | 62 – 61 | Argentina |  |

| L'Avana 14 maggio 1999 | Cuba | 81 – 55 | Argentina |  |

| L'Avana 14 maggio 1999 | Messico | 83 – 68 | Rep. Dominicana |  |

### Gruppo B
| Squadra    | G | V | P | PF  | PS  | DP   |
| ---------- | - | - | - | --- | --- | ---- |
| Brasile    | 3 | 3 | 0 | 257 | 170 | +87  |
| Canada     | 3 | 2 | 1 | 227 | 161 | +66  |
| Porto Rico | 3 | 1 | 2 | 179 | 221 | -42  |
| Venezuela  | 3 | 0 | 3 | 147 | 258 | -111 |

### Risultati
| L'Avana 12 maggio 1999 | Brasile | 102 – 56 | Porto Rico |  |

| L'Avana 12 maggio 1999 | Canada | 101 – 40 | Venezuela |  |

| L'Avana 13 maggio 1999 | Brasile | 83 – 48 | Venezuela |  |

| L'Avana 13 maggio 1999 | Canada | 60 – 49 | Porto Rico |  |

| L'Avana 14 maggio 1999 | Brasile | 72 – 66 | Canada |  |

| L'Avana 14 maggio 1999 | Porto Rico | 74 – 59 | Venezuela |  |

## Fase finale

### Finali 1º - 3º posto
|  | Semifinali | Semifinali | Semifinali |         |      | Finale 1º posto | Finale 1º posto | Finale 1º posto |  |
|  |            |            |            |         |      |                 |                 |                 |  |
|  | Cuba       | Cuba       | 80         |         |      |                 |                 |                 |  |
|  | Cuba       | Cuba       | 80         |         |      |                 |                 |                 |  |
|  | Canada     | Canada     | 60         |         |      |                 |                 |                 |  |
|  | Canada     | Canada     | 60         |         | Cuba | Cuba            | 90              |                 |  |
|  |            |            |            |         | Cuba | Cuba            | 90              |                 |  |
|  |            |            | Brasile    | Brasile | 87   |                 |                 |                 |  |
|  | Messico    | Messico    | Brasile    | Brasile | 87   | 43              |                 |                 |  |
|  | Messico    | Messico    |            |         |      | 43              |                 |                 |  |
|  | Brasile    | Brasile    | 76         |         |      | Finale 3º posto | Finale 3º posto | Finale 3º posto |  |
|  | Brasile    | Brasile    | 76         |         |      |                 |                 |                 |  |
|  |            |            |            |         |      |                 |                 |                 |  |
|  |            |            |            |         |      | Canada          | Canada          | 80              |  |
|  |            |            |            |         |      | Canada          | Canada          | 80              |  |
|  |            |            |            |         |      | Messico         | Messico         | 37              |  |

### Finali 5º - 7º posto
|  | Semifinali 5º/8º posto | Semifinali 5º/8º posto | Semifinali 5º/8º posto |                 |           | Finale 5º posto | Finale 5º posto | Finale 5º posto |  |
|  |                        |                        |                        |                 |           |                 |                 |                 |  |
|  | Argentina              | Argentina              | 59                     |                 |           |                 |                 |                 |  |
|  | Argentina              | Argentina              | 59                     |                 |           |                 |                 |                 |  |
|  | Venezuela              | Venezuela              | 49                     |                 |           |                 |                 |                 |  |
|  | Venezuela              | Venezuela              | 49                     |                 | Argentina | Argentina       | 2'              |                 |  |
|  |                        |                        |                        |                 | Argentina | Argentina       | 2'              |                 |  |
|  |                        |                        | Rep. Dominicana        | Rep. Dominicana | 0         |                 |                 |                 |  |
|  | Rep. Dominicana        | Rep. Dominicana        | Rep. Dominicana        | Rep. Dominicana | 0         | 75              |                 |                 |  |
|  | Rep. Dominicana        | Rep. Dominicana        |                        |                 |           | 75              |                 |                 |  |
|  | Porto Rico             | Porto Rico             | 71                     |                 |           | Finale 7º posto | Finale 7º posto | Finale 7º posto |  |
|  | Porto Rico             | Porto Rico             | 71                     |                 |           |                 |                 |                 |  |
|  |                        |                        |                        |                 |           |                 |                 |                 |  |
|  |                        |                        |                        |                 |           | Venezuela       | Venezuela       | 61              |  |
|  |                        |                        |                        |                 |           | Venezuela       | Venezuela       | 61              |  |
|  |                        |                        |                        |                 |           | Porto Rico      | Porto Rico      | 75              |  |

### Semifinali
- 5º - 8º posto

| L'Avana 16 maggio 1999 | Argentina | 59 – 49 | Venezuela |  |

| L'Avana 16 maggio 1999 | Rep. Dominicana | 75 – 71 | Porto Rico |  |

- 1º - 4º posto

| L'Avana 16 maggio 1999 | Cuba | 80 – 60 | Canada |  |

| L'Avana 16 maggio 1999 | Brasile | 76 – 43 | Messico |  |

### Finali
- 7º - 8º posto

| L'Avana 17 maggio 1999 | Porto Rico | 76 – 61 | Venezuela |  |

- 5º - 6º posto

| L'Avana 17 maggio 1999 | Argentina | 2 – 0 | Rep. Dominicana |  |

- 3º - 4º posto

| L'Avana 17 maggio 1999 | Canada | 80 – 37 | Messico |  |

- 1º - 2º posto

| L'Avana 17 maggio 1999 | Cuba | 90 – 87 | Brasile |  |

## Classifica finale
| Campione d'America | Campione d'America | Campione d'America |
| ------------------ | ------------------ | --- |
| Cuba               |                    | |
| Argento            | Brasile            | BrasileAdriana, Adrianinha, Alessandra, Claudinha, Helen, Janeth, Kátia, Kelly, Rosângela, Roseli, Silvinha, Zaine, All. Antônio Barbosa    |
| Bronzo             | Canada             | CanadaBoucher, Brassard, Hendry, Johnson, Johnston, Karch, Kleindienst, Koop, McKenzie, McNichol, Molcak, Norman, All. Bev Smith            |
| 4.                 | Messico            | |
| 5.                 | Argentina          | ArgentinaAlomo, Boeykens, Comba, Falabella, Ferazzoli, Fernández, Gatti, Luchessi, Mendoza, Nicolini, Soberón, Tizón, All. Eduardo Pinto    |
| 6.                 | Rep. Dominicana    | Rep. DominicanaCelestino, Díaz, Durán, Guerrero, López, Nivar, Paniagua, Pérez, Pimentel, Santos, Trinidad, Zorrilla, All. Radhamés Paulino |
| 7.                 | Porto Rico         | |
| 8.                 | Venezuela          | |